# 2000 Light Years from Home
"2000 Light Years from Home" é uma canção da banda Rolling Stones lançada em 1967, que faz parte do álbum de rock psicodélico Their Satanic Majesties Request.
Composta por Mick Jagger e Keith Richards, também apareceu no B-side do single "She's a Rainbow" lançado nos EUA. Jagger declarou que escreveu a letra da música na Prisão de Brixton, onde esteve devido a sua condenação por porte de drogas, em junho de 1967. O nome de trabalho da versão instrumental de apoio foi "Toffee Apple". O notável arranjo de cordas é tocado por Brian Jones no mellotron.
Esta canção foi frequentemente apresentada na turnê Steel Wheels/Urban Jungle Tour de 1989 até 1997, e foi a única faixa do Satanic Majesties que a banda tocou em shows até que "She's a Rainbow" foi adicionada ao repertório em palco.

## Versões Cover
"2000 Light Years from Home" foi regravada por muitos artistas desde a década de 1980. Entre eles estão: a banda de post-punk The Danse Society, a banda de metal Grave Digger, o grupo de stoner rock Monster Magnet e o cantor/compositor Rachael Yamagata.